# Kannada (sprog)
Kannada er et dravidisk sprog der tales i det sydlige Indien, hvor det udover at være hovedsprog i delstaten Karnataka også tales af store befolkningsgrupper i delstaterne Maharashtra og Andhra Pradesh. Kannada er verdens 27. mest udbredte sprog. Det er modersmål for omkring 35 millioner mennesker og forstås af i alt omkring 44 millioner.